# 9015 Coe
9015 Coe è un asteroide della fascia principale. Scoperto nel 1985, presenta un'orbita caratterizzata da un semiasse maggiore pari a 2,7956330 UA e da un'eccentricità di 0,1250712, inclinata di 7,11781° rispetto all'eclittica.